# 分析-綜合區別
分析-綜合區別（也稱為分析-綜合二分法）是一種概念上的區別，主要用在哲學上，以區別出兩個種類的命題：「分析命題」及「綜合命題」。分析命題憑藉著自身的意義為真，而綜合命題則是依其相關於世界的意義為真。不過，也有哲學家會以很不同的方式使用這些詞。此外，哲學家們對於這是否為合理的區別也還有所爭論。

## 康德

### 概念的包含
哲學家伊曼努爾·康德是第一個使用「分析」和「綜合」這兩個詞來區別命題類型的人。康德在《純粹理性批判》的導論中介紹了分析-綜合區別。書中，康德將其注意限縮在主謂肯定句上，且定義「分析命題」及「綜合命題」如下：
- 分析命題：一個其謂詞概念會包含在主詞概念中的命題。
- 綜合命題：一個其謂詞概念不會包含在主詞概念中的命題。

分析命題的例子，在康德的定義上，包括：
- 「所有的單身漢都沒有結婚。」
- 「所有的三角形都有三個邊。」

康德舉的例子為：
- 「所有物體都可延展」，即都佔有空間。

上述每個例子都是主謂肯定句，且每句的謂詞概念都包含於主詞概念中。「單身漢」這個概念包含了「沒有結婚」的概念；「沒有結婚」這個概念是「單身漢」這個概念的定義的一部份。相同地，「三角形」和「有三個邊」也有相似的關係。
綜合命題的例子，在康德的定義上，包括：
- 「所有的單身漢都是不快樂的。」
- 「所有有心臟的生物都有腎臟。」

康德舉的例子為：
- 「所有的物體都有重量。」

和分析命題的例子相同，上述每個例子也都是主謂肯定句。不過，每句的主詞概念都沒有包含謂詞概念。「單身漢」這個概念不包含「不快樂」的概念；「不快樂」也不是「單身漢」定義的一部份。「有心臟的生物」和「有腎臟」兩者之關也有相似的關係；即使每個有心臟的生物都有腎臟，「有心臟的生物」這個概念並不包含「有腎臟」的概念。

### 康德的版本和先驗-後驗區別
在《純粹理性批判》的導論中，康德除了分析-綜合區別外，還提出了另一種區別，可將命題區別成先驗和後驗命題。康德將這兩個詞定義如下：
- 先驗命題：判斷真偽不需依賴經驗的命題。此外，此類命題可以被經驗驗證，但不基於經驗。因此，此類命題在邏輯上是必然的。

- 後驗命題：判斷真偽需依賴經驗的命題。此類命題不只可被經驗驗證，也基於經驗。因此，此類命題在邏輯上是偶然的。

先驗命題的例子包括：
- 「所有的單身漢都沒有結婚。」
- 「7 + 5 = 12。」

上述命題的真偽不依賴經驗：不需要參照經驗來決定所有的單身漢是否都沒有結婚，或是否7 + 5 = 12（當然，康德也承認，認識「單身漢」、「沒有結婚」、「７」、「＋」等概念是需要經驗的。不過，康德所提的先驗和後驗的區別，並不是指概念的起源，而是指命題的真偽判斷。一旦有了概念，經驗就不再是必要的）。
另一方面，後驗命題的例子則包括：
- 「所有的單身漢都不快樂。」
- 「椅子是存在的。」

上述命題都是後驗的：每個句子的真偽都需要依賴個人的經驗。
分析-綜合區別和先驗-後驗區別在一起可區分出四個類型的命題：
1. 分析先驗
2. 綜合先驗
3. 分析後驗
4. 綜合後驗

康德認為第三種類型是自相矛盾的，所以他只討論三個類型，做為他的認識論架構的組成部份。不過，斯蒂芬·龐思奮（Stephen Palmquist）將分析後驗不只視為一個有效的認識論分類，還將此視為是四個類型中對哲學最重要的一種類型
。

### 認識分析命題是容易的
在《純粹理性批判》的導論中，康德認為要理解認識分析命題是可能的這點是沒問題的。康德主張，要知道一個分析命題並不需要去參照經驗，只需要檢視主詞，並「依據矛盾律，自主詞的概念中抽繹所需的謂詞」。在分析命題裡，謂詞的概念是包含在主詞的概念裡的。因此，要知道一個分析命題是否為真，只需要檢視主詞的概念。若可找到謂詞包含在主詞之中，此一句子即為真。
舉例來說，要決定「所有單身漢都沒有結婚」是否為真，並不需要去參照經驗，而只需要檢視主詞的概念（「單身漢」），看謂詞的概念（「沒有結婚」）是否包含於其中。而且，「沒有結婚」其實是「單身漢」定義的一部份，也因此包含在之中。所以，命題「所有單身漢都沒有結婚」可以不去參照經驗即可知道為真。
康德主張，由上可知，所有分析命題都是先驗的，即不存在一個後驗分析的命題；而且理解認識分析命題是可能的這點是沒問題的，只需要參照主詞的概念本身來決定命題是否為真。

### 形上學的可能性
在排除分析後驗命題的可能性，以及說明了要如何認識分析先驗命題之後，康德也解釋了要如何認識綜合後驗命題，因此只剩下是否存在如何認識綜合先驗命題的方法。康德認為這個問題是非常重要的，因為所有重要的形上學知識都是綜合先驗的命題。若決定綜合先驗命題是否為真是不可能的，形上學要做為一個學科也將是不可能的。《純粹理性批判》的其他部份都是在檢視綜合先驗命題是否存在，以及是否存在一個認識的方法。

## 邏輯實證主義者

### 弗雷格和卡爾納普對康德定義的修改
在一百年之後，有一群哲學家對康德和他對分析及綜合命題的區別感到興趣－即邏輯實證主義者。
康德檢視綜合先驗知識的可能性時，包含了一些數學命題，如
- 「7 + 5 = 12」
- 「兩點間最短的距離為一直線。」

康德主張這類的數學命題為綜合先驗命題，且認識這些命題是可能的。康德認為明顯可知這些命題是綜合的：概念「12」不包含在概念「5」、概念「7」或概念「+」之中；且概念「直線」也不包含在概念「兩點間最短的距離」之中。依此，康德斷定有綜合先驗命題的知識存在。他接著主張去決定此類知識是可能的方法是極度重要的。
弗雷格對分析性的概念除了包含之外，也包括其他的邏輯性質與關係：對稱、遞移關係、反義詞或否定等。他特別重視形式性，尤其是形式的定義，而且也重視同義詞的替換這個想法。「所有單身漢都沒有結婚」可以經由單身漢的定義「沒有結婚的人」表示成「所有沒有結婚的人都沒有結婚」，這被認為是一個重言式，且因此分析命題可表示成如下的邏輯形式：「所有具有F 和G 的X 具有F」。對分析性的擴充概念可證明，康德對算術和幾何真理所提的所有例子都是分析先驗的，而不是綜合先驗的真理。

「感謝弗雷格的邏輯語義學，尤其是他對分析性的想法，「7+5=12」之類的算術真理在卡爾納普對「分析性」的擴充意含中，不再是綜合先驗，而是分析先驗的真理。因此，邏輯經驗主義者不會再受制於康德對休謨的批評（將數學和形上學一起丟掉）之中」

（這裡，「邏輯經驗主義者」同義於「邏輯實證主義者」。）

### 邏輯實證主義者區別的緣由
邏輯實證主義者認同康德所說的，我們有數學真理方面的知識，且數學命題為先驗的。不過，他們不相信存在任何一種複雜的形上學（如康德所給的）得以說明我們對數學真理的知識。相對地，邏輯實證主義者認為，我們對「所有單身漢都沒有結婚」這類句子的知識，和我們對數學（及邏輯）的知識，在基本的意義上是相同的：所有都從我們對名詞的義指或語言的使用習慣而來。

「當經驗主義總是主張所有的知識都來自於經驗，這個主張必定也包含數學在內。另一方面，我們相信，對於這個問題，理性主義者有權利拒絕老經驗主義者的看法，即「2+2=4」這個真理是在事實觀察上偶然的，此一觀點會導致『一個算術敘述有可能被新的經驗否定』的這種不可接受之結論。我們的回應……在於主張經驗論只適用於事實真理。相對地，邏輯和數學的真理則不需要以觀察來證實」

### 邏輯實證主義者的定義
因此，邏輯實證主義者描述另一個區別，且繼承康德所用的名稱，一樣稱之為「分析-綜合區別」。他們提供許多不同的定義，敘述如下：
1. 分析命題：真偽只依賴命題內名詞的意義的命題。
2. 分析命題：由定義判斷真偽的命題。
3. 分析命題：只由語言的使用習慣來判斷真偽的命題。

（因為邏輯實證主義者相信，只有必然為真的命題才是分析的，所以他們沒有將「分析命題」定義成「必然為真的命題」或「在所有可能世界為真的命題」。）
綜合命題則定義成：
- 綜合命題：不是分析命題的命題。

上述定義可應用在所有的命題上，不論這個命題是否為主謂句。因此，在這個定義下，命題「會下雨或不下雨」可歸類為分析命題；而在康德的定義下，上述命題將既不是分析也不是綜合的。且命題「7+5=12」會被歸類為分析命題；而在康德的定義下，上述命題則會是綜合的。

### 康德和邏輯實證主義者的異同
在區別分析和綜合命題這個議題上，康德和邏輯實證主義者對「分析」和「綜合」所指為何並沒有不一致。之中的不同儘是用語上的爭議罷了。相對地，他們對數學和邏輯真理的知識是否可以只經由檢視我們自身的概念而得，則有所不同。邏輯實證主義者認為可以；康德則認為不行。

## 另見
- 二維論
- 含義和指涉

## 註解
1. ↑  Rey, Georges. . The Stanford Encyclopedia of Philosophy (Winter 2010 Edition).   [February 12, 2012]. （原始内容存档于2020-11-30）.
2. ↑  In "Knowledge and Experience – An Examination of the Four Reflective 'Perspectives' in Kant's Critical Philosophy", Kant-Studien 78:2 (1987), pp.170-200, Stephen Palmquist shows how Kant's own discussion of the role of hypotheses (and the "as if" approach) in philosophy can be understood only as an example of analytic aposteriority. See also the revised version of this article, reprinted as Chapter IV of Stephen Palmquist, Kant's System of Perspectives （页面存档备份，存于）: An architectonic interpretation of the Critical philosophy (Lanham: University Press of America, 1993). In "A Priori Knowledge in Perspective: (II) Naming, Necessity and the Analytic A Posteriori", The Review of Metaphysics 41:2 (December 1987), pp.255-282, Palmquist argues that Saul Kripke uses Kant's terms incorrectly when he analyzes naming as contingent a priori; when Kripke's use of the key terms is translated to make it consistent with Kant's usage, Kripke's position can be understood as defending the analytic a posteriority of naming.
3. ↑  Katz, J.: Realistic Rationalism.
4. ↑  Carnap, R. The Philsoosphy of Rudolf Carnap